# Dile al Sol
Dile al Sol è l'album di debutto del gruppo musicale pop rock spagnolo La Oreja de Van Gogh, pubblicato il 12 maggio 1998 dall'etichetta discografica Epic.
L'album è stato scritto dal gruppo e prodotto da Barry Sage e promosso dai singoli El 28, Soñaré, Cuéntame al oído, Pesadilla, Dile al Sol, Qué puedo pedir, El libro e La estrella y la luna.
Ha riscosso un discreto successo e ha raggiunto la posizione numero 56 in Spagna.

## Tracce
CD (Epic 491201 2 (Sony) / EAN 5099749120129)
1. El 28 - 2:48 (Amaia Montero, Xabi San Martín, Pablo Benegas, Álvaro Fuentes, Haritz Garde)
2. Cuéntame al oído - 3:10 (Amaia Montero, Xabi San Martín, Pablo Benegas, Álvaro Fuentes, Haritz Garde)
3. Pesadilla - 4:18 (Amaia Montero, Xabi San Martín, Pablo Benegas, Álvaro Fuentes, Haritz Garde)
4. La estrella y la lune - 3:46 (Amaia Montero, Xabi San Martín, Pablo Benegas, Álvaro Fuentes, Haritz Garde)
5. Viejo cuento - 5:05 (Amaia Montero, Xabi San Martín, Pablo Benegas, Álvaro Fuentes, Haritz Garde)
6. Dos cristales - 3:42 (Amaia Montero, Xabi San Martín, Pablo Benegas, Álvaro Fuentes, Haritz Garde)
7. Lloran piedras - 4:04 (Amaia Montero, Xabi San Martín, Pablo Benegas, Álvaro Fuentes, Haritz Garde)
8. Qué puedo pedir - 3:01 (Amaia Montero, Xabi San Martín, Pablo Benegas, Álvaro Fuentes, Haritz Garde)
9. Dile al Sol - 3:36 (Amaia Montero, Xabi San Martín, Pablo Benegas, Álvaro Fuentes, Haritz Garde)
10. El libro - 3:45 (Amaia Montero, Xabi San Martín, Pablo Benegas, Álvaro Fuentes, Haritz Garde)
11. La carta - 3:40 (Amaia Montero, Xabi San Martín, Pablo Benegas, Álvaro Fuentes, Haritz Garde)
12. Soñaré - 3:34 (Amaia Montero, Xabi San Martín, Pablo Benegas, Álvaro Fuentes, Haritz Garde)

## Classifiche
| Classifica (1998) | Posizione raggiunta |
| ----------------- | ------------------- |
| Spagna            | 56                  |

## Formazione
- Amaia Montero - voce
- Pablo Benegas - chitarra
- Álvaro Fuentes - basso
- Xabi San Martín - tastiere
- Haritz Garde - batteria